# Douglas X-3 Stiletto
Pour les articles homonymes, voir X3.
Le Douglas X-3 Stiletto est un avion expérimental américain au fuselage effilé et aux ailes trapues produit par la Douglas Aircraft Company au début des années 1950. Il doit servir à la recherche sur les vols supersoniques prolongés et est le premier avion à utiliser des alliages de titane sur la majeure partie du revêtement. Il souffre cependant d'une sérieuse sous-motorisation et ne peut jamais dépasser le mur du son en vol horizontal. Bien que l'avion ne permet pas de remplir les objectifs du programme, les données récoltées lors des vols d'essai sont utilisées par les ingénieurs de Lockheed pour la conception du F-104 Starfighter qui est doté d'une voilure similaire à celle du X-3.

## Conception
Le programme X-3 Stiletto est le plus ambitieux de tous les programmes d'avions expérimentaux de l'époque. L'appareil doit être capable de décoller par ses propres moyens, monter rapidement à haute altitude, maintenir une vitesse de croisière bi-sonique (Mach 2) puis se poser de manière conventionnelle. Le programme du X-3 a aussi pour but d'étudier le comportement d'ailes à faible allongement et l'utilisation à grande échelle d'alliages de titane pour le revêtement. Malgré le luxe de moyens déployés, les résultats des recherches sont différents de ceux escomptés.
Le 30 juin 1949, la construction de deux appareils expérimentaux X-3 est décidée. Au cours de la conception les ingénieurs se rendent compte que le réacteur Westinghouse J46 initialement prévu ne répond pas aux exigences du programme en matière de taille et de masse, ils décident donc d'utiliser un réacteur Westinghouse J34 de moindre puissance (21,8 kN de poussée avec postcombustion pour le J34 au lieu des 31,3 kN du J46). Le 11 septembre 1952, le premier appareil (serial 49-2892) est livré à la base Edwards.

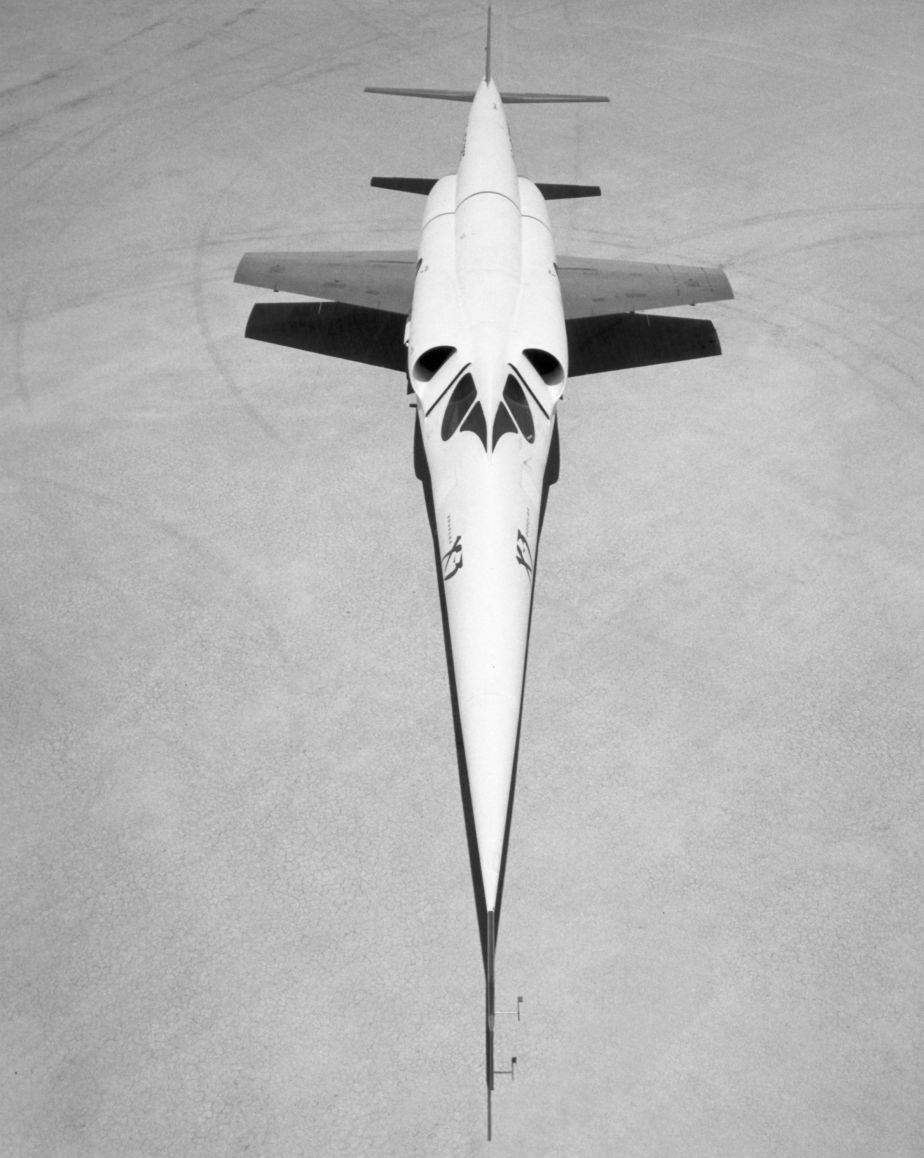
Un cliché montrant bien les formes particulièrement effilées du X-3.

Les formes du X-3 sont pour le moins originales : un fuselage long et effilé et de petites ailes trapézoïdales. Le but d'une telle configuration est de minimiser la surface frontale afin d'obtenir un coefficient de traînée minimal. Le nez de l'appareil est particulièrement long et d'un volume suffisant pour y loger les différents appareils de test. Un soin tout particulier a été apporté au profilage du pare brise et de la verrière qui sont parfaitement intégrés au fuselage afin de réduire les effets de l'échauffement cinétique. Les ailes trapézoïdales à faible allongement sont étudiées spécialement pour permettre le vol à haute vitesse et la formule est reprise plus tard par les ingénieurs de Lockheed lors de la conception du Lockheed F-104 Starfighter. À la suite de problèmes de motorisation et de fabrication de la cellule, la construction du deuxième appareil est arrêtée. Ses éléments serviront de pièce de rechange pour le premier X-3 (serial 49-2892).

## Historique

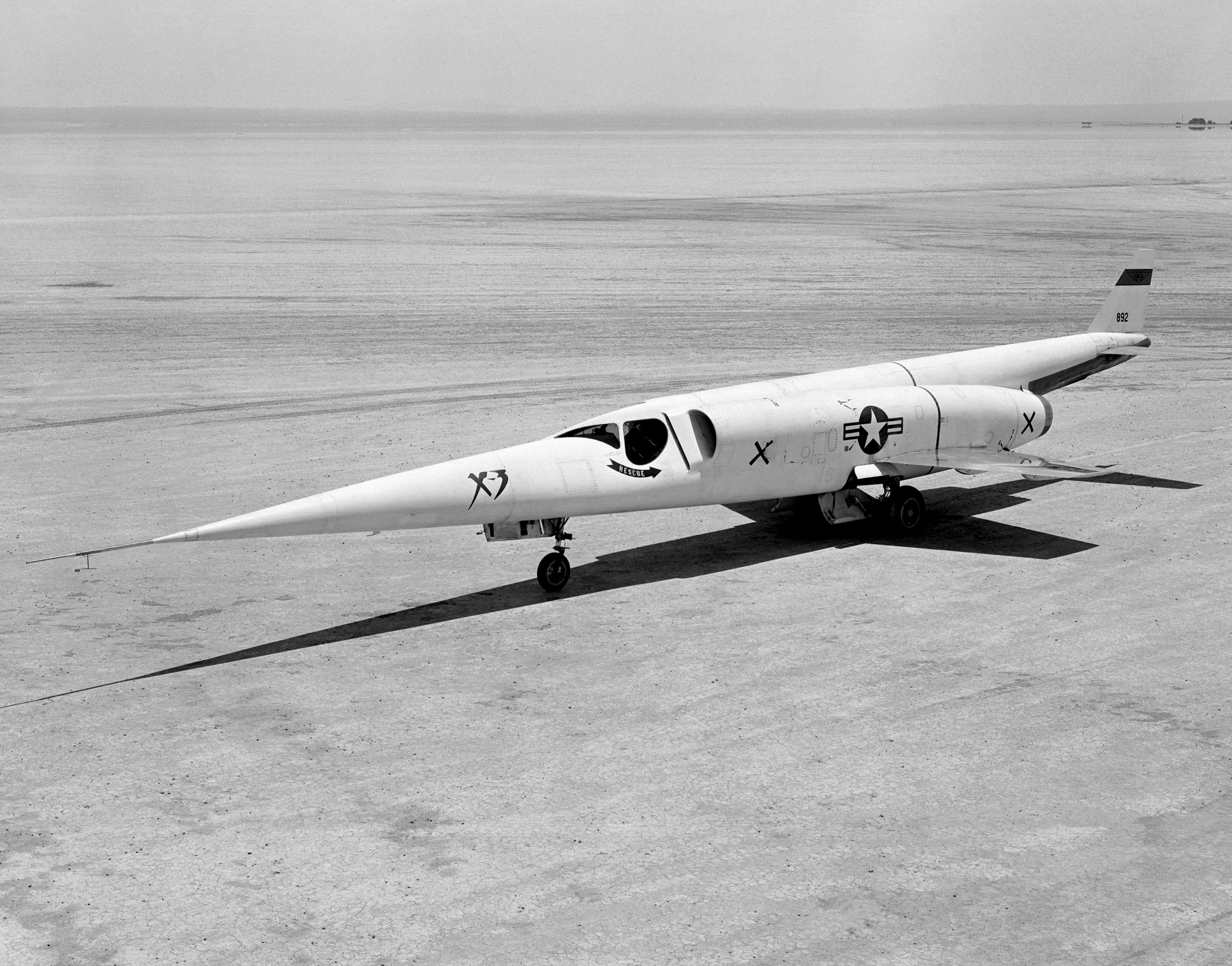
Le X-3 Stiletto à la base aérienne d'Edwards.

Le 15 octobre 1952, le X-3 piloté par William Bridgeman, pilote d'essai chez Douglas, effectue son premier « saut de puce » : lors d'essai de roulage à vitesse élevée sur le lac asséché de la base Edwards, Bridgeman fait quitter le sol à l'appareil et parcourt 1 600 mètres avant de se reposer. Le premier vol officiel, d'une durée de 20 minutes est mené à bien par Bridgeman le 20 octobre 1952. 26 vols (en comptant le « saut de puce » du 15 octobre 1952) sont effectués lors des essais constructeur menés par la Douglas Aircraft Company. Ces essais montrent que l'appareil est sérieusement sous-motorisé et particulièrement difficile à piloter. Sa vitesse de décollage, 482 km/h, est inhabituellement élevée. Le X-3 n'arrive pas à atteindre la vitesse maximale prévue et ne parvient même pas à franchir le mur du son en vol horizontal. Le premier passage en supersonique de l'appareil a lieu lors d'un piqué à 15°, la vitesse de Mach 1,1 étant atteinte. La vitesse maximale enregistrée par l'avion est de Mach 1,208 lors d'un piqué à 30° le 20 octobre 1952. Les ingénieurs de Douglas pensent remotoriser l'appareil et l'équiper de moteur-fusée mais ce projet est finalement abandonné.
Une fois le programme d'essais en vol du constructeur terminé, l'avion est livré à l'United States Air Force en décembre 1953. Les faibles performances de l'appareil ne permettent pas de respecter les objectifs initiaux du programme et les ingénieurs se focalisent donc sur l'étude du comportement de la voilure à faible allongement. Les pilotes d'essai du programme sont le Lieutenant colonel Frank Everett et le major Chuck Yeager, ils effectuent chacun 3 vols sur le X-3. Bien que des pilotes de l'United States Air Force soient aux commandes, les vols sont menés pour le compte du NACA. À la suite du dernier vol de Yeager en juillet 1954 durant lequel ce dernier est confronté à un problème de couplage inertiel, les ingénieurs décident de mener un programme en vue de l'étude de ce phénomène, qui a déjà posé de nombreux problèmes lors des essais du Bell X-1 et du X-2 et a failli causer la perte de plusieurs F-100, et dont les causes sont à l'époque inconnues.
Lors du programme d'essai du NACA, c'est le pilote d'essai Joseph Albert Walker qui prend les commandes de l'appareil, il pilote le X-3 pour la première fois le 23 août 1954 et effectue ensuite huit autres vols d'essai de septembre à octobre. Fin octobre, le programme de recherche est étendu à l'étude de la stabilité transversale et en lacet de l'appareil. Lors de ces vols d'essai le pilote doit atteindre une vitesse transsonique ou supersonique puis déclencher brutalement un mouvement de roulis sans compenser au palonnier afin de déclencher un phénomène de couplage inertiel. Malgré sa sous-motorisation, le X-3 est l'avion idéal pour ces tests. Les moteurs, le carburant et les lourds appareillages de test sont concentrés dans son long fuselage effilé, qui contient donc la majeure partie de la masse de l'appareil, alors que les ailes courtes et minces sont de fait très légères. L'appareil a donc un fuselage bien plus dense que sa voilure. Cette configuration est typique des avions de chasse développés et testés à l'époque, et typique aussi des appareils souvent soumis au phénomène de couplage inertiel.
Ces tests faillirent causer la perte de l'appareil : le 27 octobre 1954 Walker déclenche un tonneau par la gauche à la vitesse de Mach 0,95 et à l'altitude de 30 000 ft (9 144 m). Le X-3 part en roulis comme prévu mais ce mouvement est accompagné d'un piqué de 20° et d'une rotation de 16° sur l'axe du lacet. L'appareil part en vrille pendant 5 secondes mais Walker parvient à reprendre le contrôle et se dirige vers la zone suivante pour effectuer un deuxième essai. Walker met l'avion en piqué atteignant la vitesse de Mach 1,15 à 32 356 ft (9 862 m), il déclenche ensuite un brutal tonneau à gauche. L'appareil est soumis à de violentes oscillations sur ses 3 axes et subit des accélérations allant de -6,7 g à +7 g. Walker parvient une nouvelle fois à reprendre le contrôle de l'appareil et se pose avec succès.

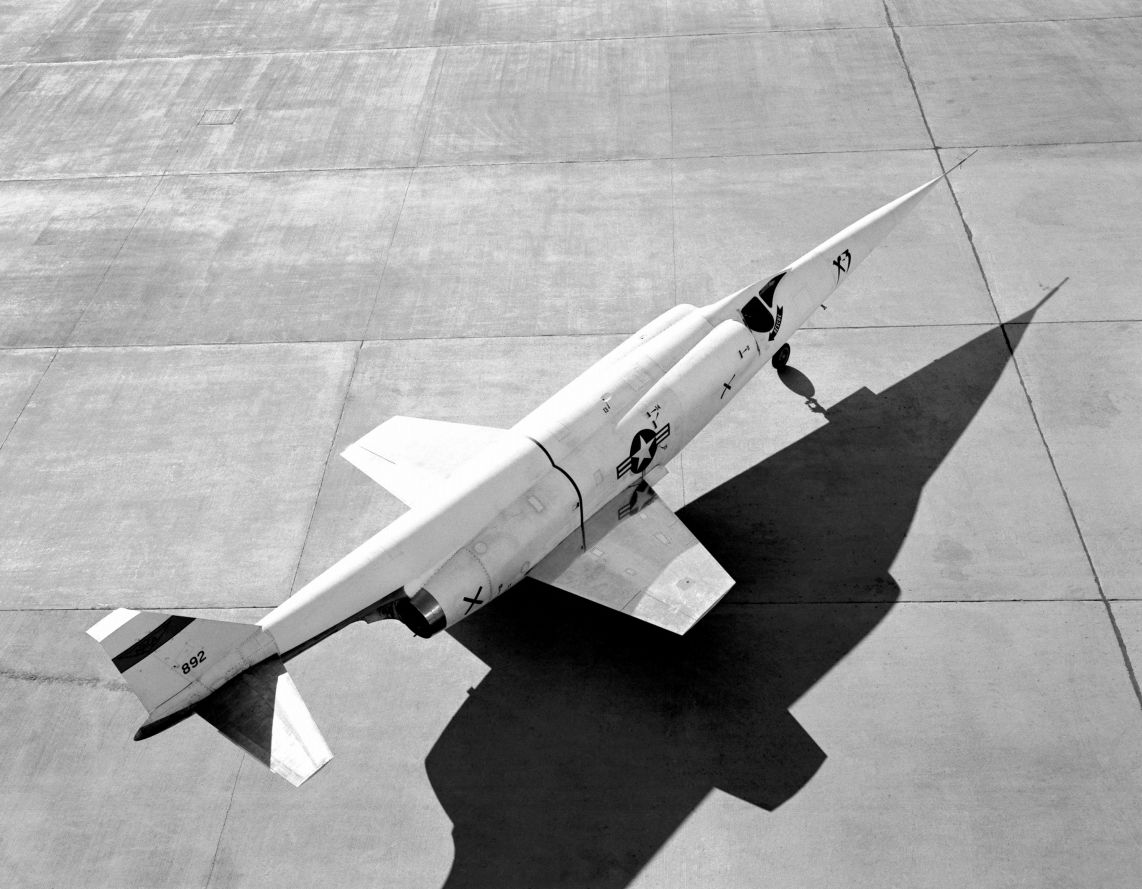
Le X-3 au parking.

Lors des inspections effectuées après le vol, les ingénieurs constatent que l'avion a atteint le facteur de charge maximal supportable par la cellule. Si l'accélération avait été supérieure le fuselage aurait pu se désintégrer en vol. L'appareil est de nouveau confronté au phénomène de couplage inertiel.
Les données récoltées lors du vol du 27 octobre 1954 permettent aux ingénieurs d'étudier le phénomène et de le comprendre, remplissant ainsi les objectifs du programme d'essai du NACA, l'avion n'est jamais plus poussé à ses limites. Après ce vol, le X-3 est cloué au sol près d'une année avant de reprendre du service pour une série de 10 vols du 20 septembre 1955 au 23 mai 1956. L'appareil est ensuite cédé au National Museum of the United States Air Force sur la base aérienne de Wright-Patterson. Bien que le X-3 n'ait jamais pu remplir les objectifs initiaux du programme, c'est-à-dire fournir des données sur les conditions du vol supersonique prolongé, il a permis aux ingénieurs du NACA d'effectuer des essais tout aussi primordiaux pour le développement de la nouvelle génération d'avions de combat. Il a démontré les dangers du phénomène de couplage inertiel et a récolté de nombreuses données permettant d'appréhender le phénomène. La forme de sa voilure est reprise sur le F-104, sa cellule conçue pour résister à de hautes températures permet de développer des alliages de titane utilisés ensuite sur d'autres appareils supersoniques et ses vitesses d'atterrissage et de décollage très élevées permettent de nombreux progrès dans la conception des pneumatiques.

## Le programme X-3 en quelques dates
- 30 juin 1949 : la construction de deux appareils expérimentaux X-3 est décidée.
- 11 septembre 1952 : le premier appareil (serial 49-2892) est livré à la Base Edwards.
- 15 octobre 1952 : premier « saut de puce » du X-3 lors d'essais rouleurs menés par William Bridgeman.
- 20 octobre 1952 : premier vol officiel de l'appareil.
- 28 juillet 1953 : vitesse maximale atteinte par l'avion : Mach 1,208 lors d'un piqué à 30°.
- 23 août 1954 : premier vol dans le cadre du programme d'essai du NACA mené à bien par Joseph Albert Walker.
- 27 octobre 1954 : Walker déclenche un tonneau par la gauche à la vitesse de Mach 0,95 et à l'altitude de 30 000 ft (9 144 m). Le X-3 est confronté au couplage inertiel. Ce vol permet aux chercheurs du NACA de comprendre le phénomène.
- 23 mai 1956 : dernier vol du X-3.